# Lista de deputados estaduais de Pernambuco da 14.ª legislatura
Esta é a lista de deputados estaduais de Pernambuco para a legislatura 1999–2003. Nas eleições estaduais um total de 49 deputados foram eleitos.

## Composição das bancadas
| Partido | Líder                        | Bancada | Posição      |
| ------- | ---------------------------- | ------- | ------------ |
| PFL     | Augusto Coutinho             | 12 / 49 | Governo      |
| PSB     | Sérgio Pinho Alves           | 12 / 49 | Oposição     |
| PSDB    | Bruno Araújo                 | 6 / 49  | Governo      |
| PMDB    | Geraldo Melo                 | 4 / 49  | Governo      |
| PT      | Paulo Rubem                  | 3 / 49  | Oposição     |
| PPB     | Manoel Ferreira              | 3 / 49  | Governo      |
| PSC     | Gilvan Costa                 | 2 / 49  | Independente |
| PTB     | João de Deus                 | 2 / 49  | Oposição     |
| PCdoB   | Luciana Santos               | 1 / 49  | Oposição     |
| PL      | Roberto de Oliveira Liberato | 1 / 49  | Governo      |
| PDT     | José Queiroz                 | 1 / 49  | Oposição     |
| PSDC    | Augustinho Rufino            | 1 / 49  | Governo      |
| PSL     | Beto Gadelha                 | 1 / 49  | Independente |

## Deputados Estaduais
Estavam em jogo as 49 cadeiras da Assembleia Legislativa de Pernambuco.
- Nota: Em itálico, os deputados eleitos por média.

| Número | Deputados estaduais eleitos | Partido | Votação | Percentual | Cidade onde nasceu       | Unidade federativa |
| 13144  | João Paulo                  | PT      | 50.833  | 1,71%      | Olinda                   | Pernambuco         |
| 15111  | João Negromonte             | PMDB    | 40.757  | 1,37%      | Vicência                 | Pernambuco         |
| 20611  | Gilvan Costa                | PSC     | 38.402  | 1,29%      | Barreiros                | Pernambuco         |
| 40123  | José Aglailson              | PSB     | 36.608  | 1,23%      | Vitória de Santo Antão   | Pernambuco         |
| 25230  | Geraldo Coelho              | PFL     | 35.984  | 1,21%      | Petrolina                | Pernambuco         |
| 25155  | Augusto Coutinho            | PFL     | 34.651  | 1,16%      | Recife                   | Pernambuco         |
| 45111  | Bruno Araújo                | PSDB    | 34.012  | 1,14%      | Recife                   | Pernambuco         |
| 11111  | Bruno Rodrigues             | PPB     | 33.859  | 1,13%      | Recife                   | Pernambuco         |
| 15106  | Guilherme Uchoa             | PMDB    | 33.186  | 1,11%      | Timbaúba                 | Pernambuco         |
| 25015  | Lula Cabral                 | PFL     | 31.348  | 1,05%      | Cabo de Santo Agostinho  | Pernambuco         |
| 25255  | Coronel Rufino              | PFL     | 31.045  | 1,04%      | Bom Jardim               | Pernambuco         |
| 14211  | João de Deus                | PTB     | 29.858  | 1%         | Vitória de Santo Antão   | Pernambuco         |
| 25250  | Gilberto Marques Paulo      | PFL     | 29.830  | 1%         | Palmeira dos Índios      | Alagoas            |
| 25120  | Zé Marcos                   | PFL     | 29.091  | 0,97%      | São José do Egito        | Pernambuco         |
| 40110  | Ranilson Ramos              | PSB     | 28.604  | 0,96%      | Orocó                    | Pernambuco         |
| 25200  | Antônio Mariano             | PFL     | 28.132  | 0,94%      | Afogados da Ingazeira    | Pernambuco         |
| 40200  | Carlos Lapa                 | PSB     | 27.832  | 0,93%      | Recife                   | Pernambuco         |
| 25111  | Eudo                        | PFL     | 27.641  | 0,93%      | Canhotinho               | Pernambuco         |
| 40177  | Jairo Pereira               | PSB     | 27.186  | 0,91%      | São Lourenço da Mata     | Pernambuco         |
| 40101  | Antônio Moraes              | PSB     | 27.092  | 0,91%      | Macaparana               | Pernambuco         |
| 40140  | Marco Dourado               | PSB     | 26.900  | 0,90%      | Lajedo                   | Pernambuco         |
| 25150  | Romário                     | PFL     | 26.822  | 0,90%      | Simão Dias               | Sergipe            |
| 40234  | Sérgio Pinho Alves          | PSB     | 26.759  | 0,90%      | Paulista                 | Pernambuco         |
| 65111  | Luciana Santos              | PCdoB   | 26.594  | 0,89%      | Recife                   | Pernambuco         |
| 25105  | João Mendonça               | PFL     | 26.527  | 0,89%      | Belo Jardim              | Pernambuco         |
| 40222  | Pedro Eurico                | PSB     | 26.490  | 0,89%      | Recife                   | Pernambuco         |
| 40108  | Jorge Gomes                 | PSB     | 26.447  | 0,89%      | Limoeiro                 | Pernambuco         |
| 25555  | Ciro Coelho                 | PFL     | 26.310  | 0,88%      | Casa Nova                | Bahia              |
| 15105  | Geraldo Melo                | PMDB    | 25.702  | 0,86%      | Jaboatão dos Guararapes  | Pernambuco         |
| 40156  | Diniz Cavalcanti            | PSB     | 25.666  | 0,86%      | Cabrobó                  | Pernambuco         |
| 15222  | Hélio Urquisa               | PMDB    | 25.399  | 0,85%      | Bom Conselho             | Pernambuco         |
| 40111  | Garibaldi Gurgel            | PSB     | 26.314  | 0,83%      | Palmares                 | Pernambuco         |
| 25125  | Teresa                      | PFL     | 24.477  | 0,82%      | Recife                   | Pernambuco         |
| 40102  | Fernando Lupa               | PSB     | 23.938  | 0,80%      | Recife                   | Pernambuco         |
| 22140  | Roberto Liberato            | PL      | 23.439  | 0,78%      | Caruaru                  | Pernambuco         |
| 11160  | Henrique Queiroz            | PPB     | 22.274  | 0,74%      | Limoeiro                 | Pernambuco         |
| 11166  | Manoel Ferreira             | PPB     | 22.179  | 0,74%      | Jaboatão dos Guararapes  | Pernambuco         |
| 13111  | Sérgio Leite                | PT      | 21.639  | 0,72%      | Recife                   | Pernambuco         |
| 45147  | Dr. Ulisses                 | PSDB    | 21.290  | 0,71%      | Recife                   | Pernambuco         |
| 12000  | José Queiroz                | PDT     | 21.111  | 0,71%      | Caruaru                  | Pernambuco         |
| 45123  | André Campos                | PSDB    | 21.007  | 0,70%      | Recife                   | Pernambuco         |
| 45155  | Afonso Ferraz               | PSDB    | 20.894  | 0,70%      | Floresta                 | Pernambuco         |
| 27111  | Augustinho Rufino           | PSDC    | 19.054  | 0,64%      | Santa Cruz do Capibaribe | Pernambuco         |
| 20699  | Malba Lucena                | PSC     | 18.385  | 0,61%      | Maceió                   | Alagoas            |
| 45145  | Braga                       | PSDB    | 17.577  | 0,59%      | Cajazeiras               | Paraíba            |
| 13613  | Paulo Rubem                 | PT      | 16.622  | 0,55%      | Rio de Janeiro           | Rio de Janeiro     |
| 45112  | Augusto César               | PSDB    | 15.599  | 0,52%      | Serra Talhada            | Pernambuco         |
| 14240  | Toquinha                    | PTB     | 14.766  | 0,49%      | Salgueiro                | Pernambuco         |
| 17210  | Beto Gadelha                | PSL     | 13.226  | 0,44%      | Goiana                   | Pernambuco         |